# Société générale des transports maritimes
La Société générale des transports maritimes (SGTM) est une compagnie de transports maritimes créée en 1865, à l'origine pour transporter du minerai de fer de l'Algérie vers Marseille, et disparue en 1974.
Elle exploite des lignes au départ du port du Havre avec ses deux derniers paquebots Bretagne et Provence de 1951.
Après s'être fait racheter par Fraissinet en 1960, elle passe sous le pavillon des Chargeurs réunis qui prend le contrôle de Fraissinet en 1964.

## Bateaux exploités
- Campana
- Florida
- Sidi Bel Abbès
- Bretagne
- Provence